# Eliana Cardoso
Eliana Cardoso é uma economista e escritora brasileira, nascida em Belo Horizonte.
Formada pela PUC-RJ em 1972, é PhD em economia pelo Massachusetts Institute of Technology (MIT). Trabalhou no Departamento de Pesquisa do Fundo Monetário Internacional. Também teve importante atuação no Banco Mundial, como economista chefe para a Ásia do Sul, economista chefe na China e gerente setorial para a América Latina.
Na carreira acadêmica, foi catedrática da Tufts University e professora visitante do MIT e das universidades de Yale e Georgetown, além de professora titular da Fundação Getulio Vargas.
Autora de diversos livros sobre economia, estreou na ficção em 2014 com a novela Bonecas Russas. Em 2016 publicou Nuvem Negra. Sopro na Aragem, 2017, é uma coletânea de ensaios. Venceu a 3ª edição do Prêmio Kindle de Literatura com Dama de paus.

## Biografia
Eliana Anastasia Cardoso nasceu em Belo Horizonte, em 1944. É doutora em Economia pelo Instituto de Tecnologia de Massachusetts (MIT, 1975-1978). Foi professora catedrática da Tufts University, professora visitante do MIT e das universidades de Yale e Georgetown, e professora titular da Fundação Getúlio Vargas. Trabalhou no Departamento de Pesquisa do Fundo Monetário Internacional e teve importante atuação no Banco Mundial, como economista chefe para a Ásia do Sul, economista chefe na China e gerente setorial para a América Latina. Ocupou várias posições em conselhos universitários e revistas acadêmicas. Durante 20 anos escreveu uma coluna quinzenal no jornal Valor Econômico. Autora de mais de 40 artigos em periódicos acadêmicos e de vários livros sobre economia, estreou na ficção em 2014 com a novela Bonecas Russas (Finalista ao Prêmio São Paulo de Literatura, 2015), seguido em 2016 por Nuvem Negra, ambos publicados pela Companhia das Letras. Em 2017 lançou uma coletânea de crônicas literárias, Sopro na aragem (Editora Córrego). Com Dama de Paus (Editora Nova Fronteira) venceu a edição  de 2019 do Prêmio Kindle de Literatura. Atualmente escreve e ilustra livros infantis. Entre os mais recentes está Pedrinho Papa-Mel (Editora Moderna, 2020).[carece de fontes?]

## Educação
- 1972 - Bacharel em Economia, Pontifícia Universidade Católica do Rio de Janeiro
- 1975 - Mestre em Economia, Universidade de Brasília
- 1979 - Ph.D in Economics Massachusetts Institute of Technology, Cambridge, MA, EUA

## Títulos e prêmios
- 1992 - Prêmio “Scholarly Publishing Award” para o livro Latin America´s Economy, Association of American Publishers. 1992.
- 2005 - Prêmio Forbes para as mulheres mais influentes do Brasil: Economia. Forbes
- 2006 - Troféu de Cultura Econômica para o livro Fábulas Econômicas, Jornal do comércio do Rio Grande do Sul
- 2011 - Grau de Comendadora (Comenda Mário Henrique Simonsen, Resolução n.551 de 4 de maio de 2011) pelo Presidente do Conselho Regional de Economia. São Paulo
- 2016 - Economista Homenageada. Ordem dos Economistas
- 2019 - Prêmio Kindle de Literatura (Amazon) para o livro Damas de Paus

## Obras

### Ficção
- Bonecas Russas - Companhia das Letras, 2014 Finalista no Prêmio São Paulo em 1915.
- Nuvem Negra - Companhia das Letras, 2016.
- Dama de paus - Autopublicado pelo Kindle Direct Publishing em 2018. Vencedor da 3ª edição do Prêmio Kindle de Literatura.

### Não-ficção
- Sopro na Aragem - Editora Córrego, 2017

- Mosaico da Economia -  Saraiva, 2010
- Fábulas Econômicas -  Pearson, 2006 Recebeu o prêmio “Troféu de Cultura Econômica” do Jornal do Comércio do Rio Grande do Sul em 2006.
- Monetary Policy and Exchange Rate Regimes: Options for the Middle East -  American University (Cairo), 2002 (com A. Galal)
- Latin America's Economy: Diversity, Trends and Conflicts -  MIT Press, 1992 (com A. Helwege). Recebeu menção honrosa em 1992 da Professional/Scholarly Publishing Awards sponsored by the Association of American Publishers e foi publicado em espanhol como La economia lationoamericana, Mexico: Fondo de Cultura Economica, 1993.
- Cuba after Communism -  MIT Press, 1992 (com A. Helwege)
- A Macroeconomia da Dívida Externa -  Brasiliense, 1989 (com A. Fishlow)
- A Economia Brasileira ao Alcance de Todos - Brasiliense, 1985

### Infantis
- Cardoso, Eliana e Luquet, Mara. O inimigo invisível. Ilustrações de Eliana Cardoso. Editora Nova Alexandria. 2021, a sair
- Cardoso, Eliana. Pedrinho Papa-Mel. ISBN: 978-65-5779-001-4. Ilustrações da autora. Editora: Moderna. 2020
- Cardoso, Eliana. Duas Vaquinhas Valentes. ISBN: 979-8613107216. Ilustrações da autora.  Amazon: Independently Published. 2020.
- Cardoso, Eliana. Vaporosa. ISBN: 979-8640226768. Ilustrações da autora. Amazon: Independently Published. 2020.
- Cardoso, Eliana. Ximbilim.  ISBN: 979-8642005217. Ilustrações da autora. Amazon: Independently Published. 2020.
- Cardoso, Eliana. Carolina e o príncipe que virou tartaruga. ISBN: 979-8665233123. Ilustrações da autora.  Independently Published. 2020.